# Kontcha
Kontcha es una comuna camerunesa perteneciente al departamento de Faro-et-Déo de la región de Adamawa.
En 2005 tiene 6938 habitantes, de los que 3290 viven en la capital comunal homónima.
Es localidad fronteriza con Nigeria y se ubica en la esquina noroccidental de la región, entre los espacios naturales de Faro y Gashaka Gumti.

## Localidades
Comprende, además de la ciudad de Kontcha, las siguientes localidades:
- Djombi
- Dow Deo
- Gada-Mayo
- Kodjoli